# Johann Friedrich Becker
Johann Friedrich Becker (geboren 1696 in Halle (Saale); gestorben 16. Mai 1730 ebenda) war ein deutscher Mediziner und Hochschullehrer.

## Leben und Wirken
Er war der Sohn des Apothekers und Besitzers der Löwen-Apotheke in Halle, Friedrich Jeremias Becker (1665–1724). Nach dem Schulbesuch nahm er am 28. Oktober 1717 ein Medizinstudium an der Universität Halle auf. Im Anschluss ging er an das Collegium medicum (ab 1724 Collegium medico-chirurgicum) nach Berlin, eine Gesundheitseinrichtung, die sich mit der Kontrolle der Unterweisung von Ärzten und anderen Vertretern medizinischer und pharmazeutischer Berufe beschäftigte. Als sein Vater 1724 starb, einigte er sich mit seinem jüngeren Bruder, dass dieser die väterliche Löwen-Apotheke in Halle übernimmt, während er selbst an seiner Promotion zum Dr. med. arbeitete, die er an der Universität Halle im November 1728 bei Michael Alberti erfolgreich abschloss. Das Thema seiner Dissertation lautete De fistula urethrae virilis. Im darauffolgenden Jahr wurde er am 29. Juni 1729 zum außerordentlichen Professor der Medizin an der Universität Halle berufen. Da kurz zuvor, am 8. Mai 1729, Georg Daniel Coschwitz gestorben war, der seit 1718 in Halle die ordentliche Professur der Anatomie besaß, bewarb sich Becker erfolgreich um diese freie Stelle. Er verstarb nach sehr kurzer Amtstätigkeit im Mai 1730 im 34. Lebensjahr. Daraufhin wurde Johann Friedrich Cassebohm zum Extraordinarius für Anatomie an Beckers Stelle in Halle berufen.

## Familie
Becker war ab dem 20. Oktober 1728 verheiratet mit Anna Elisabeth geborene Fischer, der Tochter eines Weißgerbers aus Halle. Nach dem Tod Beckers heiratete seine Witwe den Philosophieprofessor Theodor Christoph Ursinus.